# جين ماكجريجور
جين ماكجريجور (بالإنجليزية: Jane McGregor)‏ هي ممثلة كندية، ولدت في 1983 بفانكوفر في كندا. بدأت مشوارها المهني سنة 1994.

## وصلات خارجية
- جين ماكجريجور على موقع IMDb (الإنجليزية)
- جين ماكجريجور على موقع ألو سيني (الفرنسية)
- جين ماكجريجور على موقع أول موفي (الإنجليزية)
- جين ماكجريجور على موقع قاعدة بيانات الأفلام السويدية (السويدية)
- جين ماكجريجور على موقع قاعدة بيانات الفيلم (الإنجليزية)
- جين ماكجريجور على موقع كينوبويسك (الروسية)